# Señorío de Alconchel
El señorío de Alconchel es un título nobiliario español, originariamente de Castilla, otorgado desde Guadalupe, el 31 de octubre de 1445, por Juan II de Castilla a Gutierre de Sotomayor, también I señor de Belalcázar, maestre de la Orden de Alcántara.

## Denominación
Su denominación hace referencia a la villa y municipio de Alconchel, en la provincia de Badajoz.

## Historia
Desde Guadalupe el 31 de octubre de 1445, tras la batalla de Olmedo, el monarca Juan II donó la villa, su castillo y todos sus términos al maestre de Alcántara, junto con el ejercicio de la jurisdicción civil y criminal, el mero et mixto imperio y todas las rentas, pechos, derechos, penas y caloñas, con excepción de las alcabalas, pedidos, monedas, minerías de oro, plata u otro mineral y «las otras cosas que pertenescen al Señorío Real». La real cédula por la que se otorgaba este señorío fue confirmada desde Arévalo el 20 de mayo de 1447. Además, se le permitía expresamente fundar mayorazgo en quien quisiese y cuando quisiese, merced que el monarca ratificó el 31 de julio de 1447. El 12 de octubre de 1453 Gutierre de Sotomayor, por una escritura otorgada ante Francisco López de Badajoz desde Zalamea de la Serena, fundó mayorazgo sobre Alconchel en su hijo bastardo Juan de Sotomayor.
El título fue rehabilitado en fecha desconocida de 1919 por el rey Alfonso XIII de España, a favor de Bernardino de Melgar y Abreu, IX marqués de Benavites, VII marqués de San Juan de Piedras Albas y V marqués de Canales de Chozas.
El título fue nuevamente rehabilitado en 11 de febrero de 1988 por el rey Juan Carlos I de España, a favor de Juan de la Cruz Manuel de Melgar y Escoriaza, que lo posee actualmente.

## Historia de los señores de Alconchel
- Gutierre de Sotomayor (1400-c. 1454), I señor de Alconchel, I señor de Zahinos, I señor de Belalcázar, Puebla de Alcocer y otros lugares, así como trigesimocuarto maestre de la Orden de Alcántara.[6]

A pesar de su compromiso de celibato, como miembro de la Orden de Alcántara, tuvo quince hijos con diferentes mujeres. El primogénito, Alonso de Sotomayor, heredó Puebla de Alcocer y Belalcázar y Juan de Sotomayor, el segundogénito, tenido con Teresa Fernández de Peón, fue el heredero de Alconchel y de Zahinos.
- Juan de Sotomayor (m. después de 1504), II señor de Alconchel y II señor de Zahínos. Otorgó testamento en Zafra el 24 de diciembre de 1504 en el que menciona a su primogénito, Gutierre, sus nietos, Juan y Blanca, hijos de Gutierre, ya fallecido.[7] A su nieto Juan le deja el mayorazgo. También menciona a su esposa Juana así como a sus hijas María Manuela y Leonor Manuel de la Vega[8][9] Dispuso que se le enterrara en la iglesia de Nuestra Señora de Santa María de los Caños donde también pidió que se trasladasen los restos de su hijo Gutierre ya difunto.[10]

Se casó con Juana Manuel, hija de Lorenzo Suárez de Figueroa, I conde de Feria, y de su esposa María Manuel de Villena, IV señora de Montealegre y III señora de Meneses. Tuvo tres hijos de su matrimonio: Gutierre de Sotomayor, María Manuel de Sotomayor y Leonor Manuel de la Vega. El primogénito, Gutierre, fallecido antes de su padre, por lo cual no heredó sus títulos, se casó con Leonor de la Vega, hija de Pedro Suárez de Figueroa y Blanca de Sotomayor, con quien tuvo dos hijos: Juan, que sería el III señor de Alconchel, y Blanca de Sotomayor. Su hija mayor, María Manuel de Sotomayor se casó con Francisco de Zúñiga, hijo de Álvaro de Zúñiga, II conde de Plasencia (primera creación) y su primera esposa, Isabel Manrique. El hijo de este último matrimonio, Juan de Zúñiga y Sotomayor, sería el IV señor de Alconchel y, al morir sin descendencia, le sucedió su hermano Fadrique de Zúñiga y Sotomayor que sería el V señor de Alconchel. Su otra hija, Leonor Manuel de la Vega contrajo matrimonio con un noble portugués, Jorge de Meneses, señor de Castañede y Fermoselle, y el hijo de ambos, Jorge de Meneses sería el VI señor de Alconchel. Le sucedió su nieto:
- Juan de Sotomayor, III señor de Alconchel y III señor de Zahínos.

Contrajo matrimonio con Francisca Portocarrero, hija de Pedro Portocarrero el Sordo, VIII señor de Moguer, y de su esposa Juana de Cárdenas, II señora de la Puebla del Maestre. Mandó a construir la ermita de Nuestra Señora de la Esperanza de Alconchel. Sin descendencia legítima. Le sucedió su sobrino, hijo de su hermana María Manuel de Sotomayor y de su esposo Francisco de Zúñiga y Manrique de Lara, I señor de Mirabel y I señor de Berantevilla, de Turiso y Hereña, quinto hijo del II conde de Plasencia:
- Juan de Zúñiga y Sotomayor, IV señor de Alconchel y IV señor de Zahínos.[12]

Sin descendencia, le sucedió su hermano:
- Fadrique de Zúñiga y Sotomayor, V señor de Alconchel, V señor de Zahínos, II señor y I marqués de Mirabel y II señor de Berantevilla.[15][b]

Se casó con Inés de Guzmán, hija de Diego López de Ayala, III señor de Cebolla, y de su esposa Beatriz de Guzmán. No tuvo descendencia legítima pero si la tuvo con Ana de Castro. Le sucedió su pariente, hijo de Pedro de Meneses y Sotomayor —hijo de Leonor Manuel de la Vega, hija del II señor de Alconchel, y de su marido, Jorge de Meneses, señor de Castañede y de Fermoselle—, y de su esposa Mencía Manuel:
- Jorge de Meneses, VI señor de Alconchel y VI señor de Zahínos y sumiller de corps del rey Sebastián de Portugal.[13][17]

Se casó con Guiomar de Silva, hija de Antonio de Faria, alcalde mayor de Palmela y Leonor de Villena. Le sucedió su hijo:
- Antonio de Meneses y Sotomayor, VII señor de Alconchel y VII señor de Zahínos.[18]

Se casó con Cecilia de Mendoza, hija de Fernando de Meneses, embajador en Roma, y de su esposa Felipa de Mendoza. Le sucedió su hijo:
- Juan de Sotomayor y Meneses (m. 21 de agosto de 1660), VIII señor de Alconchel y VIII señor de Zahínos[18] y Fermoselle, caballero de la Orden de Santiago, gentilhombre de cámara de Felipe IV y mayordomo de la reina Mariana de Austria.[18]

Se casó con Andrea Pacheco de Mendoza Sarmiento y Barba, II marquesa de Castrofuerte y vizcondesa de Castrofalle, hija de Pedro Pacheco y Chacón, I marqués de Castrofuerte. Le sucedió su hijo:
- Francisco Pacheco de Sotomayor y Meneses (c. 1640-Madrid, 17 de septiembre de 1675),[19] IX señor de Alconchel, IX señor de Zahínos y de Fermoselle y III marqués de Castrofuerte, vizconde de Castrofalle, caballero de la Orden de Santiago y comendador de Hinojosa en León, mayordomo mayor del rey Carlos II y gentilhombre de cámara sin ejercicio.[19]

Contrajo matrimonio con Francisca Chacón y Ayala (m. 1708), hija de Juan Chacón y Ponce de León, IV señor de Polvoranca, y de Catalina de Ayala, hija del I conde de Villalba. Nacieron tres hijas de este matrimonio: Teresa, IV marquesa de Castrofuerte y vizcondesa de Castrofalle, Inés y Catalina Pacheco de Ayala. Le sucedió su pariente, hijo de Pedro Alfonso de Orellana, II marqués de Orellana la Vieja, y de su esposa, María de Meneses Sotomayor, hija legítima de Antonio de Meneses y Sotomayor, VII señor de Alconchel:
- Rodrigo Francisco de Orellana y Sotomayor (m. después de 1700), X señor de Alconchel, X señor de Zahínos y de Fermoselle,[22] III marqués de Orellana la Vieja, mayordomo y caballerizo de la reina Mariana de Austria.[24]

Se casó el 29 de enero de 1645 con Aldonza Chacón y Meneses, hija de Diego Chacón, III conde de Casarrubios del Monte, y de su primera esposa, Inés María de Mendoza y Castilla. Una hija de este matrimonio, María de la Cruz Orellana Chacón Mendoza y Sotomayor se casó con Juan Pizarro Piccolomini de Aragón  —así uniendo los señoríos de San Juan de Piedras Albas con el de Alconchel y otros—, quienes fueron los padres de Francisco Silvestre Pizarro de Aragón y Mendoza Chacón, I marqués de San Juan de Piedras Albas, casado con Isabel Rubín de Celís y Fajardo, natural de Toledo e hija de Diego Rubín de Celís y Villafañe y de su esposa Leonor Fajardo de Roda, con quién se casó en el Palacio el 28 de febrero de 1696, padres del XI señor de Alconchel:
- Juan de la Cruz Pizarro Piccolomini de Aragón (Madrid, 14 de diciembre de 1697-ibidem, 18 de enero de 1771), XI señor de Alconchel, XI señor de Zahínos[27] IV marqués de Orellana la Vieja[29] y II marqués de San Juan de Piedras Albas.[30] Fue presidente del Consejo de Indias, alcaide de los Reales Sitios y grande de España.[27]

Se casó en primeras nupcias el 11 de agosto de 1725 en el convento de Santa Clara de Madrid con Juana Josefa de Herrera y Llarena, hija de Juan Bautista de Herrera y Ayala y Magdalena Llarena y Viña. Contrajo un segundo matrimonio con Francisca Osorio del Águila. Le sucedió su hija del primer matrimonio:
- Florencia Pizarro Piccolomini de Aragón y Peraza (Madrid, 20 de junio de 1727-ibidem, 4 de agosto de 1794) , XII señora de Alconchel, XII señora de Zahínos, Fermoselle, y Ampudia, III marquesa de San Juan de Piedras Albas,[30] GdE, VII marquesa de Adeje, XII condesa de La Gomera, V marquesa de Orellana la Vieja, etc., camarera mayor de Palacio.[31]

Se casó en primeras nupcias con Antonio de Herrera y Ayala. Después de enviudar, contrajo un segundo matrimonio en el palacio de Puerta Cerrada de Madrid el 17 de febrero de 1754, con Pascual Benito Bellvís de Moncada e Ibáñez de Segovia VIII marqués de Villamayor de las Ibernias, II marqués de Bélgida, VI marqués de Benavites, X conde de Villardompardo, VI conde de Sallent, VI conde de Villamonte, conde del Sacro Romano Imperio, de Marrades y, desde 1779, sucedió a Marcos Ignacio López de Mendoza e Ibáñez de Segovia, XIV marqués de Mondéjar, IX  marqués de Agrópoli, XIV marqués de Valhermoso de Tajuña y XVI conde de Tendilla. Le sucedió su hijo:
- Juan de la Cruz Bellvís de Moncada y Pizarro (Madrid, 1 de diciembre de 1756-20 de octubre de 1835), XIII señor de Alconchel y XIII señor de Zahínos,[31] VI marqués de Orellana la Vieja,[31] IX marqués de Villamayor de las Ibernias, IV marqués de San Juan de Piedras Albas,[30] XV marqués de Mondéjar,[30] III marqués de Bélgida, VII marqués de Benavites, VIII marqués de Adeje, XI conde de Villardompardo, etc.[34][31]

Contrajo matrimonio en Madrid el 14 de abril de 1774 con María de la Encarnación Álvarez de Toledo y Gonzaga,  hija de Antonio Álvarez de Toledo y Osorio, X marqués de Villafranca del Bierzo, y de su segunda esposa María Antonia Gonzaga y Caracciolo. Le sucedió su hijo:
- Antonio Ciriaco Bellvís de Moncada y Álvarez de Toledo (Madrid, 8 de agosto de 1775-10 de agosto de 1842), XIV señor de Alconchel, XIV señor de Zahínos,[31] X marqués de Villamayor de las Ibernias, XI marqués de Agrópolis, V marqués de San Juan de Piedras Alba,[30] IV marqués de Bélgida, X marqués de Adeje, VII marqués de Orellana la Vieja, VIII marqués de Benavites, XVI marqués de Mondejar,[30] XIX conde de Tendilla, XII conde de Villardompardo, XIII conde de la Gomera, VIII conde de Villamonte, VIII conde de Sallent, conde del Sacro Romano Imperio.[36]

Se casó en Madrid el 16 de enero de 1799 con María Benita de los Dolores Palafox y Portocarrero, VII condesa de Montijo. Fueron padres de varios hijos, entre ellos, María Josefa Simona Belvís de Moncada y Palafox, IX condesa de Villamonte, casada con Nicolás Álvarez de Abreu y Mora, V marqués de la Regalía. Estos fueron los padres de María del Campanar Álvarez de Abreu y Álvarez de las Asturias Bohorques que se casó con Juan de la Cruz de Melgar y Quintano, V marqués de Canales de Chozas. El hijo de este último matrimonio fue a quien el rey Alfonso XIII rehabilitó el título en 1919 y sucedió a su tatarabuelo:
- Bernardino de Melgar y Abreu (Mondragón, 15 de octubre de 1863-Madrid, 11 de enero de 1942), XV señor de Alconchel,[38] VII marqués de San Juan de Piedras Albas, IX marqués de Benavites, VI marqués de Canales de Chozas, diputado a cortes, senador del Reino por Murcia y por derecho propio,[39] consejero de Estado, caballero de la Orden de Malta, maestrante de Sevilla, gran cruz de la Orden de Carlos III, gentilhombre de cámara de Alfonso XII de España y académico de la Real Academia de la Historia desde 1918.[38][40]

Se casó en Valmaseda el 24 de septiembre de 1892 con María de los Dolores Hernández y Torres-Gorrita. Le sucedió un descendiente:
- Juan de la Cruz Manuel de Melgar y Escoriaza (San Sebastián, 4 de julio de 1946-), XVI señor de Alconchel por real decreto de rehabilitación del 11 de febrero de 1988,[5] caballero de justicia de la Sagrada Orden Militar Constantiniana de San Jorge, caballero del Real Cuerpo de la Nobleza de Madrid, infanzón de la Real Hermandad de Infanzones de Nuestra Señora de la Caridad de la Imperial Villa de Illescas[41] y caballero de la Orden de Montesa.[42]